# Koendan Gobardhan
Koendan Gobardhan (1932) is een Surinaams musicus.
Hij wordt gerekend tot de grote pioniers in de Hindoestaanse muziekstijl baithak gana, naast namen als Ramdew Chaitoe, Dropati, Rampersad Ramkhelawan, Harry Sewbalak, Radjoe Sewgolam, Annie Bodha, Chanderwati en Ramdoelarie.
Rond 2003/2006 was Gobardhan voorzitter van de Veehouders Vereniging Nickerie (VVN). Zijn dochter Senrita Gobardhan is sinds 2020 districtscommissaris van Nickerie en zingt bij gelegenheid eveneens in baithak gana.